# Sebastià Jovani
Sebastià Jovani (Barcelona, 1977) es un novelista, poeta y ensayista. Su obra está publicada en castellano y en catalán. Junto con Javier Calvo, forma parte de la nueva generación de escritores cuya obra se centra mucho en la realidad urbana y juega con el género de novela negra.

## Biografía
Se doctoró en Filosofía con especialidad en Estética (Universidad de Barcelona). Como poeta ha participado en diversos festivales de España, Portugal, Francia, Italia y Polonia. Ha impartido talleres y ha participado en diversos congresos tanto en España como en Europa y Latinoamérica. Ha sido autor invitado a las citas literarias de las Ferias de Madrid (2012), Bogotá y Medellín (2013), así como en la semana de BCNegra dedicada al género negro (2010, 2014). Ha colaborado y colabora en diversos medios y publicaciones como Quimera, Sigueleyendo, Nativa, Revista de Letras o L'Independent de Gràcia.

## Premios
- Premio Brigada 21 en 2009 por su novela Emulsió de Ferro, categoría Mejor Novela Negra en catalán.
- Premio a la morosidad 2004

## Obra
- Los Libros del Diablo, Ediciones de la Tempestad, 2006
- Nueve fresquíssimos d'España, Produccions Escopeta, 2009
- Matar en Barcelona, Alpha Decay, 2009
- Emulsió de Ferro, La Magrana/RBA, 2009
- Emet o la revolta, La Magrana/RBA, 2011
- Emet o la rebelión, Duomo Ediciones, 2012
- Juan y esas cosas mágicas (relato), Sigueleyendo, 2012
- L'Ètica, Alrevés, 2014